# Courboin
Courboin település Franciaországban, Aisne megyében. Lakosainak száma 301 fő (2022. január 1.). Courboin Blesmes, Condé-en-Brie, Montigny-lès-Condé, Montlevon, Nesles-la-Montagne és Saint-Eugène községekkel határos.

## Népesség
A település népességének változása:
| Lakosok száma | 209  | 179  | 239  | 273  | 300  | 310  | 300  | 301  | 304  | 301  |
|               | 1968 | 1982 | 1990 | 2006 | 2011 | 2016 | 2017 | 2019 | 2020 | 2022 |